# Бірнін-Кеббі
Бірнін-Кебби (англ. Birnin Kebbi) — місто в північно-західній частині Нігерії, адміністративний центр штату Кеббі. Входить до складу однойменного району місцевого управління.

## Географія
Місто знаходиться в північній частині штату, на лівому березі річки Сокото, на висоті 230 метрів над рівнем моря .
Бірнін-Кеббі розташований на відстані приблизно 510 кілометрів на північний захід від Абуджі, столиці країни.

## Населення
Динаміка чисельності населення міста за роками:
| 1991   | 2012    |
| ------ | ------- |
| 63 147 | 125 594 |